# جوليان برايس
جوليان برايس (بالإنجليزية: Julian Price)‏ هو شخصية أعمال أمريكي، ولد في 25 نوفمبر 1867 في ريتشموند في الولايات المتحدة، وتوفي في 25 أكتوبر 1946 في نورث ويلكيسبورو في الولايات المتحدة.